# Scherpenering
Scherpenering is een buurtschap die deels in de gemeente Veldhoven ligt en deels in de gemeente Eersel.
Vóór 1921 lag de plaats in zijn geheel in de toenmalige gemeente Oerle.
Scherpenering ligt één kilometer ten oosten van het dorp Wintelre.
Scherpenering werd oorspronkelijk Scherpenhering genoemd.
Hierbij verwijst hering naar de hoge zandgrond, en scherpen duidt op de driehoekige vorm die de buurtschap had.

Tot aan de 20ste eeuw bevond Scherpenering zich aan de rand van het heidegebied de Voor Aard.
Deze heide verdween door de aanleg van Eindhoven Airport in 1932. Later werd de landingsbaan van het vliegveld verdraaid, waarbij Scherpenering verdween van zijn oorspronkelijke locatie.
Slechts enkele verspreid liggende boerderijen bleven over.
In 1954 stortte een net opgestegen straaljager neer bij de buurtschap. De piloot kwam daarbij om het leven en een boerderij ging verloren door neerkomende brandende kerosine.
Hoofdplaats: Veldhoven

Buurtschappen: Berkt · Halfmijl · Heers · Hoogeind · Scherpenering · Schoot · Toterfout · Vliet · Zandoerle · Zittard

Voormalige gemeenten: Oerle · Veldhoven en Meerveldhoven · Zeelst

Noord-Brabant: Steden en dorpen      Nederland: Provincies · Gemeenten
Hoofdplaats: Eersel      Overige dorpen: Duizel · Knegsel · Steensel · Vessem · Wintelre

Buurtschappen en gehuchten: Bijsterveld · Boksheide · De Hees · De Hoef · Donk · Driehuis · Driehuizen · Het Heike · Hoekdries · Hoogstraat · Kreiel · Maaskant · Meer · Meerven · Molenveld · Mosik · Mostheuvel · Rietven · Schadewijk · Scherpenering · Sneidershoek · Spijkert · Stevert · Stokkelen · Veneind · Wolfshoek

Voormalige gemeenten: Duizel en Steensel · Vessem, Wintelre en Knegsel

Noord-Brabant: Steden en dorpen      Nederland: Provincies · Gemeenten